# لوز ماركيز
لوز ماركيز (بالإسبانية: Luz Márquez)‏ هي ممثلة إسبانية، ولدت في 12 ديسمبر 1935 بمدريد في إسبانيا.

## وصلات خارجية
- لوز ماركيز على موقع IMDb (الإنجليزية)
- لوز ماركيز على موقع قاعدة بيانات الفيلم (الإنجليزية)